# Marcus Danielson
Marcus Andreas Danielson, talvolta indicato come Danielsson (Eskilstuna, 8 aprile 1989), è un calciatore svedese, difensore del Djurgården.

## Biografia
È cugino del difensore David Fällman.

## Carriera

### Club
Pochi giorni dopo il suo diciassettesimo compleanno, Danielson debutta nella quarta serie nazionale, la Division 2 con la maglia dell'IFK Eskilstuna.
Nell'estate 2007 è entrato a far parte dell'accademia giovanile dell'Helsingborg dopo un provino andato a buon fine. In due anni non scenderà mai in campo con la prima squadra della formazione rossoblu.
Prima dell'inizio della stagione 2009 alcuni club (tra cui l'Ängelholms FF e il Västerås SK) avevano mostrato il proprio interesse, ma non c'è stato alcun trasferimento ufficiale. Nel successivo mese di luglio il Västerås SK ha ufficializzato l'arrivo a titolo gratuito del giocatore fino al termine del 2011. Con i biancoverdi ha vinto il campionato di Division 1 Norra 2010, potendo così giocare per la prima volta in Superettan nel corso dell'annata seguente.
Il debutto in Allsvenskan, la massima serie svedese, è avvenuto nel 2012 con l'acquisto da parte del GIF Sundsvall. Danielson ha trovato subito spazio, avendo giocato 29 partite su 30, tutte da titolare. A fine anno tuttavia la squadra è retrocessa, così ha disputato due campionati in Superettan per poi conquistare la promozione che ha permesso il ritorno in Allsvenskan. Nel 2016 è stato uno dei tre giocatori della squadra ad essere sceso in campo in 30 incontri su 30. Nel 2017 invece ha segnato 5 gol stagionali, di cui 4 realizzati in occasione di altrettanti pareggi: anche grazie a queste reti, il GIF Sundsvall è riuscito a salvarsi all'ultima giornata con un solo punto di scarto sulla zona play-out.
Una volta terminato il suo contratto, Danielson, cercato anche da altri club svedesi, è stato libero di firmare un triennale con il Djurgården nel febbraio 2018. Nella prima giornata dell'Allsvenskan 2018, all'esordio in campionato con la nuova maglia, è entrato nel secondo tempo del match esterno contro l'Östersund e ha deciso l'incontro con un tocco sottoporta. Si è ripetuto una settimana dopo, alla seconda giornata, aprendo le marcature contro il Trelleborg, gara terminata 1-1. Sono state le sue uniche due reti nel corso di quel campionato.
Prima dell'inizio del campionato 2019, Danielson è stato nominato nuovo capitano del Djurgården, ereditando così la fascia da Jonas Olsson e dal ritirato ex vice capitano Andreas Isaksson. L'annata si è rivelata particolarmente positiva sia per la squadra, tornata a vincere il titolo nazionale a 14 anni di distanza dall'ultima volta, sia per lo stesso Danielson che a fine stagione è stato nominato non solo difensore dell'anno ma anche miglior giocatore dell'intera Allsvenskan 2019.
Le sue prestazioni hanno convinto il tecnico Rafael Benítez e la dirigenza del Dalian Professional ad acquistare il suo cartellino nel febbraio 2020 per poco più di 50 milioni di corone svedesi (quasi 5 milioni di euro), trasferimento che ha rappresentato la cessione più remunerativa nella storia del Djurgården. Per una cifra simile, in quei giorni, lo stesso Dalian Professional ha acquistato anche il suo connazionale Sam Larsson. Durante la sua permanenza in Cina, segnata tra l'altro dalla pandemia di COVID-19, la sua squadra è retrocessa nella seconda serie nazionale al termine della seconda stagione di Danielson. Ciò ha indotto il giocatore ad allenarsi i Svezia con il Djurgården, in attesa di una rescissione con il club cinese.
Danielson è tornato ufficialmente al Djurgården nel luglio 2022, con un contratto di tre anni e mezzo.

### Nazionale
Ha giocato nelle nazionali giovanili svedesi Under-17 ed Under-19.
Nell'ottobre del 2019 – all'età di 30 anni – ha ricevuto la sua prima chiamata personale dal CT della nazionale maggiore svedese Janne Andersson per rimpiazzare l'infortunato Pontus Jansson. Il 12 dello stesso mese ha debuttato in Nazionale nel successo per 4-0 in trasferta contro Malta, partita nella quale è andato anche in gol.

## Statistiche

### Cronologia presenze e reti in nazionale
| Cronologia completa delle presenze e delle reti in nazionale ― Svezia | Cronologia completa delle presenze e delle reti in nazionale ― Svezia | Cronologia completa delle presenze e delle reti in nazionale ― Svezia | Cronologia completa delle presenze e delle reti in nazionale ― Svezia | Cronologia completa delle presenze e delle reti in nazionale ― Svezia | Cronologia completa delle presenze e delle reti in nazionale ― Svezia | Cronologia completa delle presenze e delle reti in nazionale ― Svezia | Cronologia completa delle presenze e delle reti in nazionale ― Svezia |
| Data                                                                  | Città                                                                 | In casa                                                               | Risultato                                                             | Ospiti                                                                | Competizione                                                          | Reti                                                                  | Note                                                                  |
| --------------------------------------------------------------------- | --------------------------------------------------------------------- | --------------------------------------------------------------------- | --------------------------------------------------------------------- | --------------------------------------------------------------------- | --------------------------------------------------------------------- | --------------------------------------------------------------------- | --------------------------------------------------------------------- |
| 12-10-2019                                                            | Solna                                                                 | Malta                                                                 | 0 – 4                                                                 | Svezia                                                                | Qual. Euro 2020                                                       | 1                                                                     |                                                                       |
| 18-11-2019                                                            | Solna                                                                 | Svezia                                                                | 3 – 0                                                                 | Fær Øer                                                               | Qual. Euro 2020                                                       | -                                                                     |                                                                       |
| 9-1-2020                                                              | Doha                                                                  | Svezia                                                                | 1 – 0                                                                 | Moldavia                                                              | Amichevole                                                            | -                                                                     | cap.                                                                  |
| 12-1-2020                                                             | Doha                                                                  | Svezia                                                                | 1 – 0                                                                 | Kosovo                                                                | Amichevole                                                            | -                                                                     | 63’                                                                   |
| 11-11-2020                                                            | Brøndby                                                               | Danimarca                                                             | 2 – 0                                                                 | Svezia                                                                | Amichevole                                                            | -                                                                     |                                                                       |
| 14-11-2020                                                            | Solna                                                                 | Svezia                                                                | 2 – 1                                                                 | Croazia                                                               | UEFA Nations League 2020-2021 - 1º turno                              | 1                                                                     |                                                                       |
| 18-11-2020                                                            | Saint-Denis                                                           | Francia                                                               | 4 – 2                                                                 | Svezia                                                                | UEFA Nations League 2020-2021 - 1º turno                              | -                                                                     |                                                                       |
| 29-5-2021                                                             | Solna                                                                 | Svezia                                                                | 2 – 0                                                                 | Finlandia                                                             | Amichevole                                                            | -                                                                     |                                                                       |
| 5-6-2021                                                              | Solna                                                                 | Svezia                                                                | 3 – 1                                                                 | Armenia                                                               | Amichevole                                                            | 1                                                                     |                                                                       |
| 14-6-2021                                                             | Siviglia                                                              | Spagna                                                                | 0 – 0                                                                 | Svezia                                                                | Euro 2020 - 1º turno                                                  | -                                                                     |                                                                       |
| 18-6-2021                                                             | San Pietroburgo                                                       | Svezia                                                                | 1 – 0                                                                 | Slovacchia                                                            | Euro 2020 - 1º turno                                                  | -                                                                     |                                                                       |
| 23-6-2021                                                             | San Pietroburgo                                                       | Svezia                                                                | 3 – 2                                                                 | Polonia                                                               | Euro 2020 - 1º turno                                                  | -                                                                     | 10’                                                                   |
| 29-6-2021                                                             | Glasgow                                                               | Svezia                                                                | 1 – 2 dts                                                             | Ucraina                                                               | Euro 2020 - Ottavi di finale                                          | -                                                                     | 99’                                                                   |
| 5-9-2021                                                              | Solna                                                                 | Svezia                                                                | 2 – 1                                                                 | Uzbekistan                                                            | Amichevole                                                            | -                                                                     | cap. 81’                                                              |
| 8-9-2021                                                              | Atene                                                                 | Grecia                                                                | 2 – 1                                                                 | Svezia                                                                | Qual. Mondiali 2022                                                   | -                                                                     | 88’                                                                   |
| 9-10-2021                                                             | Solna                                                                 | Svezia                                                                | 3 – 0                                                                 | Kosovo                                                                | Qual. Mondiali 2022                                                   | -                                                                     | 37’                                                                   |
| 12-10-2021                                                            | Solna                                                                 | Svezia                                                                | 2 – 0                                                                 | Grecia                                                                | Qual. Mondiali 2022                                                   | -                                                                     |                                                                       |
| 24-3-2022                                                             | Solna                                                                 | Svezia                                                                | 1 – 0 dts                                                             | Rep. Ceca                                                             | Qual. Mondiali 2022                                                   | -                                                                     |                                                                       |
| 29-3-2022                                                             | Chorzów                                                               | Polonia                                                               | 2 – 0                                                                 | Svezia                                                                | Qual. Mondiali 2022                                                   | -                                                                     | 80’                                                                   |
| Totale                                                                |                                                                       | Presenze                                                              | 19                                                                    |                                                                       | Reti                                                                  | 3                                                                     |                                                                       |

## Palmarès

### Competizioni nazionali
- Coppa di Svezia: 1

Djurgården: 2017-2018
- Campionato svedese: 1

Djurgården: 2019